# Tord Pedersson (Bonde)
Tord Pedersson (Bonde), död maj 1470, var en svensk dekan och ärkebiskop electus av Uppsala stift 1468-1469, men hann inte bli invigd i ämbetet innan hans efterträdare Jakob Ulvsson utsågs 1469.

## Biografi
Tord Pedersson härstammade på fädernet från en släkt som förde två hjorthorn i vapenskölden. Eftersom hans moder tillhörde Bondeätten, använde han ofta för egen del tillnamnet Bonde och kallade sig så redan 1437, då han skrevs in vid Leipzigs universitet. Han blev där promoverad till artium baccalaureus 1439. Magistervärdighet synes han däremot aldrig ha förvärvat.
Senast 1452 blev han dekan i Linköpings stift, varvid utan tvivel hans förbindelser med kung Karl Knutsson, en avlägsen frände till hans moder, kommit honom väl till pass. Dekanatet var nämligen patronellt under kronan. Samme mäktige gynnare hade han att tacka för att han efter Jöns Bengtsson (Oxenstierna):s död (1467) utsågs till ärkebiskop av Uppsala stift.
På ett rådsmöte i mars 1468 enades man på kung Karl Knutssons tillskyndan om att utse Tord Pedersson till innehavare av värdigheten, och följande månad blev han vald av Uppsala domkapitel, varefter han tog Stäket i besittning och inträdde i ärkebiskopsstolens ekonomiska rättigheter.
Emellertid lyckades han inte få sitt val bekräftat av påven. Denne utsåg i stället Jakob Ulvsson till ämbetet den 18 december 1469. Innan denne efter erhållen vigning hemkommit från Rom och hunnit tillträda sitt ämbete, avled Tord Pedersson under andra halvan av maj 1470. Åsbrink och Westman anger att han dog "inom två veckor" efter kungen Karl Knutssons död den 15 maj.